# 1994 în științifico-fantastic
- 1993 în științifico-fantastic — 1994 în științifico-fantastic — 1995 în științifico-fantastic

1994 în științifico-fantastic a implicat o serie de evenimente:

## Nașteri și decese

### Decese
- Robert Bloch (n. 1917) (autor al romanului Psycho)
- Raymond Z. Gallun (n. 1911)
- David Graham (Pseudonimul lui Robert Hale) (n. 1919)
- Raymond F. Jones (n. 1915)
- C. H. Kölbl (n. 1912)
- Frank Belknap Long (n. 1901)
- Harvey Patton (n. 1923)
- Gert Prokop (n. 1932)
- Rick Raphael (n. 1919)
- Robert Shea (n. 1933)
- Paolo Volponi (n. 1924)

## Cărți

### Romane
- Aggressor Six de Wil McCarthy
- The Forest House (Sanctuarul) de Marion Zimmer Bradley și Diana L. Paxson
- Green Mars (Marte verde) de Kim Stanley Robinson
- Mirror Dance (Dans în oglindă) de Lois McMaster Bujold
- Mother of Storms (Uraganele) de John Barnes
- The Seventh Gate de Margaret Weis și Tracy Hickman
- The Ships of Earth (Navele Pământului) de Orson Scott Card
- Șamanul de Sorin Ștefănescu
- Thanatonauții de Bernard Werber
- Worldwar: In the Balance de Harry Turtledove

### Colecții de povestiri
- Antologia science-fiction Nemira '94
- Year's Best Fantasy and Horror
- Săritorii în gol de Mihail Grămescu
- Snows of Darkover editată de Marion Zimmer Bradley

## Filme
| Titlu                      | Regizor                                | Distribuție                                                         | Țara                                                  | Sub-Gen /Note |
| -------------------------- | -------------------------------------- | ------------------------------------------------------------------- | ----------------------------------------------------- | ------------- |
| A.P.E.X.                   | Phillip J. Roth                        | Richard Keats, Mitch Cox, Lisa Ann Russell                          | Statele Unite ale Americii                            | [ 2 ]         |
| Automatic                  | John Murlowski                         | Olivier Gruner, John Glover, Daphne Ashbrook                        | Statele Unite ale Americii                            | [ 3 ]         |
| Circuitry Man 2            | Robert Lovy, Steven Lovy               | Vernon G. Wells, Deborah Shelton, Traci Lords                       | Statele Unite ale Americii                            | [ 4 ]         |
| CyberTracker               | Richard Pepin                          | Don "The Dragon" Wilson, Richard Norton, Stacie Foster              | Statele Unite ale Americii                            | [ 5 ]         |
| Darkside Blues             | Yoshimichi Furukawa, Nobuyasu Furukawa |                                                                     | Japonia                                               | Anime         |
| Death Machine              | Stephen Norrington                     | Brad Dourif, Ely Pouget, William Hootkins                           | Regatul Unit al Marii Britanii și al Irlandei de Nord |               |
| Double Dragon              | James Yukich                           | Robert Patrick, Mark Dacascos                                       | Statele Unite ale Americii                            |               |
| Fără avertizare            | Robert Iscove                          | Philip Baker Hall, John de Lancie și Jane Kaczmarek                 | Statele Unite ale Americii                            | film TV       |
| Godzilla vs. SpaceGodzilla | Kensho Yamashita                       | Jun Hashizume, Megumi Odaka, Akira Emoto                            | Japonia                                               |               |
| Guyver: Dark Hero          | Steve Wang                             | David Hayter, Kathy Christopherson                                  | Statele Unite ale Americii                            |               |
| No Escape                  | Martin Campbell                        | Ray Liotta, Lance Henriksen, Stuart Wilson                          | Statele Unite ale Americii                            | acțiune SF    |
| Oblivion                   | Sam Irvin                              | Richard Joseph Paul, Jackie Swanson                                 | Statele Unite ale Americii                            | western SF    |
| Project Metalbeast         | Alessandro De Gaetano                  | Barry Bostwick, Kane Hodder, Kim Delaney, Musetta Vander            | Statele Unite ale Americii                            |               |
| Proiect: Cobra II          | John Eyres                             | Frank Zagarino, Bryan Genesse, Beth Toussaint                       | Statele Unite ale Americii                            | [ 7 ]         |
| The Puppet Masters         | Stuart Orme                            | Donald Sutherland, Eric Thal, Julie Warner                          | Statele Unite ale Americii                            |               |
| Solar Force                | Boaz Davidson                          | Michael Paré, Billy Drago, Walker Brandt                            | Statele Unite ale Americii                            | [ 8 ]         |
| Stargate                   | Roland Emmerich                        | Kurt Russell, James Spader, Jaye Davidson                           | Statele Unite ale Americii                            | [ 9 ]         |
| Star Trek Generations      | David Carson                           | Patrick Stewart, William Shatner, Malcolm McDowell, Jonathan Frakes | Statele Unite ale Americii                            |               |
| T-Force                    | Richard Pepin                          | Jack Scalia, Evan Laurie, Bobby Johnston                            | Statele Unite ale Americii                            | [ 10 ]        |
| Timecop                    | Peter Hyams                            | Jean-Claude Van Damme, Mia Sara, Ron Silver                         | Statele Unite ale Americii                            |               |
|                            |                                        |                                                                     |                                                       |               |

## Premii

### Premiul Hugo
Premiile Hugo decernate la Worldcon pentru cele mai bune lucrări apărute în anul precedent:
- Premiul Hugo pentru cel mai bun roman: Marte verde de Kim Stanley Robinson
- Premiul Hugo pentru cea mai bună povestire:
- Premiul Hugo pentru cea mai bună prezentare dramatică:
- Premiul Hugo pentru cea mai bună revistă profesionistă:
- Premiul Hugo pentru cel mai bun fanzin:

### Premiul Nebula
Premiile Nebula acordate de Science Fiction and Fantasy Writers of America pentru cele mai bune lucrări apărute în anul precedent:
- Premiul Nebula pentru cel mai bun roman: Moving Mars de Greg Bear
- Premiul Nebula pentru cea mai bună nuvelă:
- Premiul Nebula pentru cea mai bună povestire:

### Premiul Saturn
Premiile Saturn sunt acordate de Academy of Science Fiction, Fantasy and Horror Films:
- Premiul Saturn pentru cel mai bun film științifico-fantastic: Poarta Stelară, Univers: Aer (Stargate), regizat de Roland Emmerich